# Lineus flavescens
Lineus flavescens är en djurart som tillhör fylumet slemmaskar, och som beskrevs av Ernest F. Coe 1904. Lineus flavescens ingår i släktet Lineus och familjen Lineidae. Inga underarter finns listade i Catalogue of Life.